# William Wood (lutte)
Pour les articles homonymes, voir William Wood (homonymie) et Wood.
William Wood (né en 1886 et mort en 1971) est un lutteur sportif britannique.

## Biographie
William Wood obtient une médaille d'argent olympique, en 1908 à Londres en poids légers.